# Руководители депутатских объединений Государственной думы
В список включены руководители зарегистрированных депутатских объединений (фракций и депутатских групп) в Государственной Думе Федерального Собрания Российской Федерации.

## Государственная Дума I созыва ( 14 января 1994 г. — 16 января 1996 г.)
- Фракция Аграрной партии России (АПР) — Лапшин Михаил Иванович
- Фракция «Выбор России» — Гайдар Егор Тимурович
- Фракция Демократической партии России (ДПР) — Травкин Николай Ильич (до 7 декабря 1994 г.), Малкин, Евгений Борисович (исполняющий обязанности), Глазьев Сергей Юрьевич (7 февраля — 18 апреля 1995 г.), Говорухин Станислав Сергеевич (с 18 апреля 1995 г.)
- Фракция «Женщины России» — Лахова Екатерина Филипповна
- Фракция Коммунистической партии Российской Федерации (КПРФ) — Зюганов Геннадий Андреевич
- Фракция Либерально-демократической партии России (ЛДПР) — Жириновский Владимир Вольфович
- Фракция Партии Российского Единства и Согласия (ПРЕС) — Шахрай Сергей Михайлович
- Фракция «Яблоко» — Явлинский Григорий Алексеевич
- Депутатская группа «Новая региональная политика» (с 12 октября 1995 г. — «Новая региональная политика — Дума-96») — Медведев Владимир Сергеевич
- Депутатская группа «Либерально-демократический союз 12 декабря» (27 апреля — 7 декабря 1994 г.) — Федоров Борис Григорьевич
- Депутатская группа «Стабильность» (с 14 марта 1995 г.) — Леушкин Алексей Иванович
- Депутатская группа «Россия» (с 24 марта 1995 г.) — Шичанин Игорь Александрович

## Государственная Дума II созыва (16 января 1996 г. — 18 января 2000 г.)
- Фракция Коммунистической партии Российской Федерации (КПРФ) — Зюганов Геннадий Андреевич
- Фракция Либерально-демократической партии России (ЛДПР) — Жириновский Владимир Вольфович
- Фракция «Наш дом — Россия» — Беляев Сергей Георгиевич (до 29 августа 1997 г.), Шохин Александр Николаевич (5 сентября 1997 — 23 декабря 1998 гг.), Кузнецов Борис Юрьевич (исполняющий обязанности), Рыжков Владимир Александрович (с 19 января 1999 г.)
- Фракция «Яблоко» — Явлинский Григорий Алексеевич
- Аграрная депутатская группа — Харитонов Николай Михайлович
- Депутатская группа «Народовластие» — Рыжков Николай Иванович
- Депутатская группа «Российские регионы (Независимые депутаты)» — Медведев Владимир Сергеевич (координатор, с 14 марта 1996 г. — председатель), Морозов Олег Викторович (с 22 апреля 1997 г.)

## Государственная Дума III созыва (18 января 2000 г. — 29 декабря 2003 г.)
- Фракция «Единство» (с 5 сентября 2003 г. — «Единство — Единая Россия») — Грызлов Борис Вячеславович (до 28 марта 2001 г.), Пехтин Владимир Алексеевич (с 4 апреля 2001 г.)
- Фракция Коммунистической партии Российской Федерации (КПРФ) — Зюганов Геннадий Андреевич
- Фракция Либерально-демократической партии России (ЛДПР) — Лебедев Игорь Владимирович
- Фракция «Отечество — Вся Россия» (с 15 августа 2003 г. — «Отечество — Единая Россия») — Примаков Евгений Максимович (до 3 сентября 2001 г.), Володин Вячеслав Викторович (с 3 сентября 2001 г.)
- Фракция «Союз Правых Сил» (СПС) — Кириенко Сергей Владиленович (до 27 мая 2000 г.), Немцов Борис Ефимович (с 31 мая 2000 г.)
- Фракция «Яблоко» — Явлинский Григорий Алексеевич
- Агропромышленная депутатская группа — Харитонов Николай Михайлович
- Депутатская группа «Народный депутат» — Райков Геннадий Иванович
- Депутатская группа «Регионы России (Союз независимых депутатов)» — Морозов Олег Викторович

## Государственная Дума IV созыва (29 декабря 2003 г. — 24 декабря 2007 г.)
- Фракция «Единая Россия» — Грызлов Борис Вячеславович

а) внутрифракционная группа — Володин Вячеслав Викторович (до 22 апреля 2005 г.), Рязанский Валерий Владимирович (с 23 апреля 2005 г.)
б) внутрифракционная группа — Катренко Владимир Семенович (до 9 ноября 2007 г.), Борзова Ольга Георгиевна (с 12 ноября 2007 г.)
в) внутрифракционная группа — Морозов Олег Викторович
г) внутрифракционная группа — Пехтин Владимир Алексеевич
- Фракция Коммунистической партии Российской Федерации (КПРФ) — Зюганов Геннадий Андреевич
- Фракция Либерально-демократической партии России (ЛДПР) — Лебедев Игорь Владимирович
- Фракция «Родина» (народно-патриотический союз)», с 8 февраля 2007 г. — фракция «Справедливая Россия — «Родина» (народно-патриотический союз)» — Глазьев Сергей Юрьевич (до 3 марта 2004 г.), Рогозин Дмитрий Олегович (3 марта 2004 — 4 апреля 2006 гг.), Бабаков Александр Михайлович (с 4 апреля 2006 г.)
- Фракция Народно-Патриотический Союз «Родина» (Народная Воля — СЕПР), с 9 января 2007 г. — фракция Народно-Патриотический Союз «Родина» (Партия Национального Возрождения «Народная Воля» — СЕПР — «Патриоты России») — Бабурин Сергей Николаевич (с 8 июля 2005 г.), Семигин Геннадий Юрьевич (с 9 января 2007 г.)

## Государственная Дума V созыва (24 декабря 2007 г. — 21 декабря 2011 г.)
- Фракция «Единая Россия» — Грызлов Борис Вячеславович

а) внутрифракционная группа — Пехтин Владимир Алексеевич
б) внутрифракционная группа — Рязанский Валерий Владимирович (до 23 июня 2011 г.), Булаев Николай Иванович (с 4 июля 2011 г.)
в) внутрифракционная группа — Чилингаров Артур Николаевич
г) внутрифракционная группа — Яковлева Татьяна Владимировна
- Фракция Коммунистической партии Российской Федерации (КПРФ) — Зюганов Геннадий Андреевич
- Фракция Либерально-демократической партии России (ЛДПР) — Лебедев Игорь Владимирович
- Фракция «Справедливая Россия» — Левичев Николай Владимирович (до 14 июня 2011 г.), Миронов Сергей Михайлович (с 14 июня 2011 г.)

## Государственная Дума VI созыва (с 21 декабря 2011 г. — 5 октября 2016 г.)
- Фракция «Единая Россия» — Воробьев Андрей Юрьевич (до 8 ноября 2012 г.),  Васильев Владимир Абдуалиевич (с 10 ноября 2012 г.)

а) внутрифракционная группа — Аршба Отари Ионович
б) внутрифракционная группа — Булаев Николай Иванович (до 2015 г.), Липатов Юрий Александрович (с 2015 г.)
в) внутрифракционная группа — Савельев Дмитрий Владимирович
г) внутрифракционная группа — Тимченко Вячеслав Степанович (до 24 сентября 2014 г.), Клинцевич Франц Адамович (7 октября 2014 г. — 2015 г.), Попов Сергей Александрович (с 2015 г.)
- Фракция Коммунистической партии Российской Федерации (КПРФ) — Зюганов Геннадий Андреевич
- Фракция Либерально-демократической партии России (ЛДПР) — Жириновский Владимир Вольфович
- Фракция «Справедливая Россия» — Миронов Сергей Михайлович

## Государственная Дума VII созыва (с 5 октября 2016 г.— 12 октября 2021 г.)
- Фракция «Единая Россия» — Васильев Владимир Абдуалиевич (2016—2017), Неверов Сергей Иванович (2017—2021)

а) внутрифракционная группа — Шхагошев Адальби Люлевич
б) внутрифракционная группа — Кидяев Виктор Борисович
в) внутрифракционная группа — Панков Николай Васильевич
г) внутрифракционная группа — Пинский Виктор Витальевич
д) внутрифракционная группа — Кармазина Раиса Васильевна
- Фракция Коммунистической партии Российской Федерации (КПРФ) — Зюганов Геннадий Андреевич
- Фракция Либерально-демократической партии России (ЛДПР) — Жириновский Владимир Вольфович
- Фракция «Справедливая Россия — За правду» — Миронов Сергей Михайлович

## Государственная Дума VIII  созыва (с 12 октября 2021 г.)
- Фракция «Единая Россия» — Васильев Владимир Абдуалиевич
- Фракция Коммунистической партии Российской Федерации (КПРФ) — Зюганов Геннадий Андреевич
- Фракция Либерально-демократической партии России (ЛДПР) — Жириновский Владимир Вольфович, Слуцкий Леонид Эдуардович (с 2022)
- Фракция «Справедливая Россия — За правду» — Миронов Сергей Михайлович
- Фракция «Новые люди» — Нечаев Алексей Геннадьевич.